# Ufouria: The Saga
Ufouria: The Saga (japanisch へべれけ Hebereke) ist ein Metroidvania-Videospiel des japanischen unternehmens Sunsoft. In Japan erschien es am 20. September 1991 für Famicom. In Europa erschien es im November 1992 für Nintendo Entertainment System. 2010 erschien es im Virtual-Console-Programm von Nintendo auch als Download für Wii und 2014 für Wii U.